# Sa'id al-Shihri
Saʿīd ʿAlī Jābir al-Khathim al-Shihrī (in arabo سعيد علي جابر الشهري‎?; Arabia Saudita, 12 settembre 1973 – Yemen, 22 gennaio 2013) è stato un terrorista saudita.
Musulmano fondamentalista, è stato il numero due (vice del comandante Nasir al-Wuhayshi) del gruppo terrorista al-Qāʿida nella Penisola Arabica, un ramo del network considerato il più attivo e pericoloso da diversi anni, probabilmente coinvolto nel sequestro e nell'uccisione di cittadini stranieri in Yemen. Saʿīd ʿAlī al-Shihrī è stato catturato ai confini del Pakistan con l'Afghanistan nel dicembre del 2001 ed è stato così uno dei primi detenuti nel campo di prigionia di Guantanamo Bay, a Cuba, dove giunse il 21 gennaio 2002. È stato detenuto, senza alcun processo a suo carico, in quel carcere statunitense extra-territoriale per sei anni.
A seguito del suo rimpatrio in patria, egli è stato inserito in un programma di riabilitazione. Dopo il suo rilascio si trasferì in Yemen.
Nel gennaio del 2009, al-Shihri apparve in un video registrato per YouTube insieme a tre altri uomini, annunciando la costituzione di al-Qa'ida nella Penisola araba.
Il 24 dicembre 2009, la stampa ha riportato la notizia secondo cui sarebbe stato ucciso in un'incursione aerea in Yemen. Tuttavia il 19 gennaio 2010, le autorità di sicurezza yemenite hanno affermato che lo avevano catturato. Il 22 febbraio 2010, lo Yemen Post ha scritto che era giunto una registrazione audio, dopo la notizia della sua morte e della sua cattura, che confermava che al-Shihri era ancora libero e latitante. Funzionari yemeniti hanno riportato la notizia che era stato ucciso da un drone il 10 settembre 2012. Sei giorni dopo un funzionario yemenita ha dichiarato al quotidiano londinese Asharq Al-Awsat che test del DNA sembrava che avessero dimostrato che non era al-Shihri ad essere stato ucciso dal drone.
Il 20 settembre 2012, alcune fonti riservate confermarono che al-Shihri non era stato ucciso nell'azione anzidetta. Ambienti governativi yemeniti dissero, al contrario di quanto riportato dal quotidiano che nessun test del DNA era stato ancora fatto e che gli Stati Uniti avevano richiesto che il governo yemenita pazientasse fin quando non fosse giunto sul posto un team di esperti statunitensi per esaminare i cadaveri di quanti erano stati uccisi nell'azione.
Il 21 ottobre 2012, al-Shihri fece recapitare una registrazione audio in cui confermava di non essere stato con ogni evidenza ucciso. Al-Shihri si dice sia morto il 22 gennaio del 2013 per le ferite riportate nel già ricordato attacco condotto da un drone a fine 2012, malgrado la sua morte non sia stata ufficialmente confermata dagli Stati Uniti.
Il 17 luglio 2013 "al-Qa'ida nella Penisola araba" confermò la morte ad opera di un drone statunitense.